# Profile (label)
Pour les articles homonymes, voir Profile.
Profile est le label d’une compagnie de disque indépendante américaine.